# James Chowning Davies
James Chowning Davies (6 de maio de 1918 - 30 de março de 2012) foi um sociólogo americano e professor emérito de ciência política na Universidade de Oregon. Davies é talvez mais conhecido pela sua chamada teoria da "curva J" das revoluções políticas, que procura explicar o surgimento dos movimentos revolucionários em termos de expectativas individuais crescentes e níveis baixos de bem-estar.
Davies afirma que as revoluções são uma resposta subjetiva a uma súbita reversão das fortunas após um longo período de crescimento econômico. A teoria é muitas vezes aplicada para explicar a agitação social e os esforços dos governos para conter essa agitação. Isto é referido como a Curva J de Davies, porque o desenvolvimento econômico seguido por uma depressão seria modelado como um inverso e um pouco distorcido J.

## Citação
"As revoluções são mais susceptíveis de ocorrer quando um período prolongado de desenvolvimento econômico e social é seguido por um curto período de inversão acentuada. As pessoas, então, temem subjetivamente que o terreno conquistado com grande esforço estará perdido, seu humor se torna revolucionário. A Rebelião Dorr, a Revolução Russa e a Revolução Egípcia apoiam esta noção, tentativamente, assim como os dados sobre outros distúrbios civis. Várias estatísticas - como rebeliões rurais, greves industriais, desemprego e custo de vida - podem servir como índices brutos do humor popular. Mais úteis, embora menos fáceis de obter, são perguntas diretas em entrevistas transversais. O objetivo de prever a revolução é concebido, mas ainda não nascido ou amadurecido ".
(From J. C. Davies: "Toward a theory of revolution"[ligação inativa]) American Sociological Review 27(1962):5-19, also available via JSTOR.